# Ван дер Ворт, Винсент
Винсент ван дер Ворт (нидерл. Vincent van der Voort; род. 18 декабря 1975, Пюрмеренд, Северная Голландия) — профессиональный нидерландский игрок в дартс, выступающий на турнирах Профессиональной корпорации дартса. На чемпионате мира 2012 получил прозвище «Голландский разрушитель». Он наиболее известен своим быстрым стилем броска, поэтому некоторое время его называли «Самым быстрым игроком в мире». Он дошел до финала Открытого чемпионата Великобритании 2007 года, что помогло ему стать известным лицом в мире дартса.

## Карьера в PDC

### 2011 год
Он дошел до финала первого Players Championship 2011 года в Германии, где проиграл 1:6 Мервину Кингу. Он выиграл свой первый титул в 2011 году, выиграв UK Open Qualifier против Раймонда Ван Барневельда в результативном матче.

### 2012 год
Ван дер Вуорт победил Марка Хилтона 3:2 в первом раунде чемпионата мира 2012 года. Матч второго раунда против Энди Хэмилтона дошёл до решающего сета, но на этот раз голландец ошибся и покинул турнир со счетом 3:4. Затем он представлял Нидерланды на Кубке мира по дартсу 2012 года, защищая титул, завоеванный Раймондом ван Барневельдом и Ко Стомпе в 2010 году. Ван дер Ворт и ван Барневельд одержали победы над Австрией и Северной Ирландией, выйдя в полуфинал против Пола Николсона и Саймона Уитлока. Ван Барневельд обыграл Николсона со счетом 4:0 в одиночном матче, но это было единственное очко, которое голландцы выиграли. В итоге они проиграли в парной встрече со счетом 1: 5. Ван дер Вуорт проиграл со счётом 7:9 в 1/16 UK Open Киму Хёйбрехтсу, а на World Matchplay он потерпел поражение от Иэна Уайта 5:10 в первом раунде. Позже он сообщил, что потерял сознание перед матчем и вернулся домой в Голландию, чтобы пройти тесты, которые показали, что у него непереносимость лактозы. Врачи посоветовали ему пропустить остаток 2012 года, однако ван дер Ворт продолжил играть, победив Уильяма О’Коннора в первом туре Мирового Гран-при в октябре. Затем он проиграл Брендану Долану 1:3 по сетам в 1/8 финала. После того, как были сыграны все 33 турнира ProTour 2012 года, ван дер Ворт занял 24-е место в рейтинге, войдя в число 32 лучших, прошедших квалификацию в финал Players Championship. В первом раунде он проиграл Киму Хёйбрехтсу со счетом 3:6.

### 2013 год
Ван дер Ворт выиграл свой матч первого раунда на чемпионате мира со счетом 3:0 против Стюарта Келлетта, занявшим второе место в World Masters, а затем одолел Дина Уинстенли 4:2, при этом его соперник сыграл лег за 9 дротиков в третьем сете. Затем он обыгрывал Джеймса Уэйда в 1/8 финала, но не реализовал слишком много дротиков на удвоениях и проиграл со счетом 0:4. Он проиграл 3:5 в первом раунде UK Open Кирку Шеферду и финишировал в нижней части таблицы группы D на турнире Grand Slam of Darts, выиграв одну из трех игр. Ван дер Ворт дошел до 1/8 финала этапов на четырёх этапов ProTour в 2013 году, но каждый раз проигрывал.

### 2014 год
В матче против Адриана Льюиса во втором раунде чемпионата мира 2014 года средний результат ван дер Ворта составлял 99,47, но голландец проиграл 1:4. Он не использовал три дротика на матч подряд против соотечественника Кристиана Киста в четвёртом раунде UK Open и вылетел со счетом 8:9. В июне ван дер Ворт выиграл Austrian Darts Open, победив Джейми Кейвена со счетом 6:5. В финале он проиграл 5:2, но выиграл два лега подряд и затем сравнял счет, закрыв 136. В решающем леге он первым пришел к финишу и выбил 83 на удвоении 8. Это был первый титул ван дер Ворта за три года. Он проиграл в первом раунде World Matchplay и World Grand Prix 10:4 Раймонду ван Барневельду и 2:0 (сеты) Майклу ван Гервену, соответственно. Ван дер Ворт одержал победу со счетом 6:4 над Саймоном Уитлоком на чемпионате Европы, но затем Ван Барневельд обыграл его со счетом 10:7. Он набирал в среднем 104,86, победив Энди Гамильтона 6:0 в первом раунде финала Players Championship, а затем выбил Питера Райта 10:5 и Дина Уинстенли 10:8, проиграв первые три лега, и вышел в первый свой финал с 2008 года. Он проигрывал со счетом 3:10 Гэри Андерсону и, несмотря на выигранные подряд 4 лега, проиграл со счетом 7:11. В первом круге чемпионата мира 2015 года он обыграл шотландца Джона Хендерсона.

### 2015 год
Ван дер Ворт закрыл в решающем сете матча первого раунда чемпионата мира 2015 года 157 очков. Ван дер Ворт затем выиграл два лега за 14 дротиков, победив его 3:2, а затем всухую обыграл Макса Хоппа 4:0 и Дина Уинстенли 4:2. Ван дер Ворт совершил камбек со счёта 0:2 в четвертьфинале против Фила Тейлора, выйдя вперёд 3:2. Тейлор не использовал много дротиков на сет, однако ван дер Ворт не воспользовался этим, и Тейлор сравнял счёт. Последние два сета достались Тейлору, выигравшему решающей сет 5:3. Ван дер Ворт прошел в финал второго отборочного турнира UK Open, где проиграл 1:6 Майклу ван Гервену.
Ван дер Ворт взял реванш у Тейлора в первом раунде Мирового Гран-при, победив его со счетом 2:0 в сетах в первом раунде, а затем обыграл Терри Дженкинса 3:0 и впервые вышел в четвертьфинал. Он выигрывал у Менсура Сульовича 1:0, но не использовал 11 дротиков на следующий сет, после чего проиграл три сета подряд и покинул турнир. Он проиграл в первом раунде чемпионата Европы 1:6 Филу Тейлору и 6:10 Майклу ван Гервену во втором раунде финального турнира Players Championship. 2015 год стал первым, когда ван дер Ворт вышел в два основных четвертьфинала в одном и том же году.

### 2016 год
Ван дер Вурт обыграл Лоуренса Райдера со счетом 3:0 в первом раунде чемпионата мира 2016 года, а затем совершил кабек со счета 0:2 в матче против Кайла Андерсона и выиграл 4:2. Однако он смог выиграть только один лег у Гэри Андерсона, проиграв в третьем раунде со счетом 0:4. У него был качественный матч с Филом Тейлором в пятом раунде UK Open, так как оба игрока набирали в среднем более 100 очков, но ван дер Ворт проиграл 7:9. Он дошел до полуфинала шестого турнира Players Championship и потерпел поражение от Джеймса Уэйда со счетом 4:6.

### 2017 год
Ван дер Ворт проиграл Максу Хоппу со счетом 3:1 в первом раунде чемпионата мира, а затем объявил, что он может уйти из дартса из-за травмы спины, которая мешала его выступлениям в последние годы.

### 2018 год
Ван дер Ворт проиграл Раймонду ван Барневельду в третьем раунде чемпионата мира по дартсу 2018 года со счетом 1:4.

### 2019 год
Он снова вышел в третий раунд чемпионата мира, победив Лоуренса Илагана и Даррена Уэбстера, а затем уступил Крису Доби 3:4. Его результаты в Туре 2019 года позволили ему попасть на World Matchplay 2019 года и впервые за три года пройти квалификацию на турнир в Блэкпул.

## Результаты на чемпионатах мира

### BDO
- 2002: Первый раунд (проиграл Менсуру Сульовичу 2-3)
- 2003: Второй раунд (проиграл Тони Дэвиду 1-3)
- 2004: Первый раунд (проиграл Стивену Бантингу 2-3)
- 2005: Четвертьфинал (проиграл Раймонду ван Барневельду 0-5)
- 2006: Второй раунд (проиграл Тони О’Ши 0-4)
- 2007: Первый раунд (проиграл Дэви Ричардсону 1-3)

### PDC
- 2008: Второй раунд (проиграл Адриану Льюису 2-4)
- 2009: Третий раунд (проиграл Джеймсу Уэйду 0-4)
- 2010: Второй раунд (проиграл Кевину Пейнтеру 3-4)
- 2011: Четвертьфинал (проиграл Адриану Льюису 2-5)
- 2012: Второй раунд (проиграл Энди Хэмилтону 3-4)
- 2013: Третий раунд (проиграл Джеймсу Уэйду 0-4)
- 2014: Второй раунд (проиграл Адриану Льюису 1-4)
- 2015: Четвертьфинал (проиграл Филу Тейлору 3-5)
- 2016: Третий раунд (проиграл Гэри Андерсону 0-4)
- 2017: Первый раунд (проиграл Максу Хоппу 1-3)
- 2018: Третий раунд (проиграл Раймонду ван Барневельду 1-4)
- 2019: Третий раунд (проиграл Крису Доби 3-4)
- 2020: Второй раунд (проиграл Дэйву Чисноллу 1-3)
- 2021: Четвёртый раунд (проиграл Дэрилу Гёрни 2-4)